# Karttusensaari
Karttusensaari är en ö i Finland. Den ligger i sjön Syväri och i kommunen Kuopio i den ekonomiska regionen  Kuopio ekonomiska region  och landskapet Norra Savolax, i den centrala delen av landet, 400 km nordost om huvudstaden Helsingfors. Öns area är 59,7 hektar och dess största längd är 2,1 kilometer i nord-sydlig riktning.